# Agriculture pluviale
L'agriculture pluviale est un type d'agriculture qui dépend entièrement des précipitations pour son approvisionnement en eau. Le régime d'humidité udique de la Taxonomie des sols de l'USDA renseigne sur les régions du monde où une agriculture sans irrigation est possible. Ce sont des sol pour lesquels les précipitations sont bien réparties ou qui ont suffisamment de pluie en été pour que la quantité d'humidité stockée et les précipitations soient approximativement égales ou supérieures à la quantité d'évapotranspiration. Par exemple, les cultures en Belgique, au Royaume-Uni, ou en République démocratique du Congo n'exigent quasiment aucun prélèvement en eau supplémentaire, et dépendent donc exclusivement de l'eau apportée par les précipitations,. La France est consommatrice d'eau pour l'irrigation, mais cela concerne surtout le sud-est et le sud-ouest, (Languedoc-Roussillon, Midi-Pyrénées, Aquitaine, le Centre se situe juste après. Rhône-Alpes, Poitou-Charentes, Pays de la Loire et Alsace irriguent également
), pour le reste la France est favorisée par son climat pour une agriculture pluviale.
L'agriculture pluviale produit une grande partie de la nourriture consommée par les communautés pauvres des pays en voie de développement. L'agriculture pluviale représente plus de 95 % des terres cultivées en Afrique subsaharienne, 90 % en Amérique latine, 75 % au Proche-Orient et en Afrique du Nord ; 65 % en Asie de l'Est et 60 % en Asie du Sud.
Les niveaux de productivité, en particulier dans certaines parties de l'Afrique subsaharienne et de l'Asie du Sud, sont faibles en raison de la dégradation des sols, des niveaux élevés d'évaporation, des sécheresses et des inondations, et en général d'une gestion inefficace de l'eau. Une importante étude sur l'utilisation de l'eau par l'agriculture, intitulée Comprehensive Assessment of Water Management in Agriculture (Évaluation globale de la gestion de l'eau en agriculture) et coordonnée par l'Institut international de gestion des ressources en eau, a noté une corrélation étroite entre la faim, la pauvreté et l'eau. Toutefois, elle conclut qu'il existe de bonnes perspectives d'augmentation de la productivité en agriculture pluviale.
Les auteurs considèrent qu'une gestion plus efficace de l'eau de pluie et de l'humidité du sol, et le recours à une irrigation d'appoint à petite échelle, sont les points-clés pour aider le plus grand nombre de pauvres. Ils lancent un appel en faveur d'une nouvelle politique d'investissements dans le domaine de l'eau pour améliorer l'agriculture pluviale qui devrait aller au-delà de la maîtrise de l'eau et du sol au niveau des parcelles et permettre de trouver de nouvelles sources d'eau douce grâce à une meilleure gestion locale des précipitations et du ruissellement. 